# Мост Камас
Мост Камас — мост через реку Гвадалквивир в городе Севилье.

## История
В 1981 году через реку Гвадалквивир был построен железнодорожный мост для линии Севилья-Уэльва.
Для широкой общественности о существовании моста долгое время было неизвестно. Мост стал печально известным после дела Марты дель Кастильо. По версии следствия именно с этого моста было сброшено тело несовершеннолетнего.
После строительства нового железнодорожного моста линия была перенесена туда. В 1991 году мост был реконструирован для движения велосипедистов, пешеходов и автобусной линии. Для этих целей были демонтированы пути и заменено полотно моста, уложен слой асфальта и построены автомобильные подходы.
В марте 2013 года мост был закрыт собственником моста компанией Adif, так как эксплуатация автобусного маршрута не окупала стоимость обслуживания конструкций моста. После сбора подписей в пользу открытия моста было заключено соглашение между компанией и Министерством развития и жилищного строительства Хунта-де-Андалусия по передаче моста в собственность государства. Мост был вновь открыт для движения 6 апреля 2013 года.

## Характеристика
Мост представляет собой стандартную ферменную конструкцию для железнодорожных мостов, построенную для движения поездов в два направления. После реконструкции мост обладает широкой велосипедной дорожкой, используется также для движения автобусной линии.